# Heterochroma sarepta
Heterochroma sarepta är en fjärilsart som beskrevs av Druce 1889. Heterochroma sarepta ingår i släktet Heterochroma och familjen nattflyn. Inga underarter finns listade i Catalogue of Life.